# Abdelkader Zahnoun
Abdelkader Zahnoun (12 februari 1957) is een Belgisch muzikant en auteur.

## Levensloop
Zahnoun werd geboren in Algerije, maar groeide op in Antwerpen.
Hij was actief in het zeskoppig orkest El Achwak, een afgeleide van El Khouloud, dat samenwerkte met vocalisten Luc De Vos en Vera Coomans. De groep bracht een mix van chanson, kleinkunst en Arabische pop. Andere muzikale samenwerkingen waren er onder meer met Wannes Van de Velde en Jokke Scheurs.
In 2014 bracht hij het boek De taal van Berbers heeft geen woord voor grenzen uit bij uitgeverij EPO.
Bij de gemeenteraadsverkiezingen van 2018 stond hij op de kieslijst van de PVDA te Antwerpen en het district Berchem. Vanop de 17e plaats behaalde hij 1.200 voorkeurstemmen op de lijst voor stad Antwerpen en 215 voorkeurstemmen, eveneens vanop de 17e plaats, voor het district Berchem.